# Hydraena rubridentata
Hydraena rubridentata (лат.) — вид жуков-водобродок рода Hydraena из подсемейства Hydraeninae. Назван rubridentata в связи с красноватым цветом и заметно зазубренными краями надкрылий.

## Распространение
Встречаются на Мадагаскаре.

## Описание
Водобродки мелкого размера (около 2 мм), удлинённой формы. Дорзум коричневый до темно-коричневого, лоб темнее; ноги коричневые; нижнечелюстные щупики светло-коричневые до буроватых, дистальная ½ последнего пальпомера не темнее.
Голова и переднеспинка плотно крупнопунктированные. Пунктуры переднеспинки крупнее, чем на голове, в каждом точке короткая лежачая щетинка. Очень похож по размеру и габитусу на H. serripennis; оба вида имеют глубоко зазубренные края надкрылий, более глубокие и более тесно расположенные, чем зазубрины H. parvipalpis. У Hydraena rubridentata более красноватый цвет и небольшие различия в пунктировке; для надежного определения потребуется осмотр мужских гениталий. Кроме того, у H. serripennis и H. rubridentata метавентральные бляшки намного крупнее, чем у H. parvipalpis. Эдеагус H. serripennis и H. rubridentata также явно указывают на близкое родство, но отличаются формой основной части и гонопоры, несущей дистальную трубку. Взрослые жуки, предположительно, как и близкие виды, растительноядные, личинки плотоядные.

## Классификация
Вид был впервые описан в 2017 году американским энтомологом Philip Don Perkins (Department of Entomology, Museum of Comparative Zoology, Гарвардский университет, Кембридж, США) по типовым материалам с острова Мадагаскар. Включён в состав подрода Micromadraena вместе с видами H. parvipalpis, H. fortipes, H. genuvela, H. serripennis и H. breviceps.